# Maria Ludwika Bernhard
Maria Ludwika Bernhard (Łódź, 6 agosto 1908 – Varsavia, 1998) è stata un'archeologa polacca in ambito classico, specialista in arte greca.
Durante l'occupazione tedesca della Polonia nella seconda guerra mondiale visse a Varsavia e fu attiva nella resistenza polacca. Dopo la guerra divenne professoressa di archeologia classica all'Università di Varsavia, e nel 1957 divenne presidente del Dipartimento di archeologia classica dell'Università Jagellonica. Dal 1945 al 1962 fu anche curatrice della Galleria d'Arte Antica del Museo nazionale di Varsavia.

## Biografia

### Gli studi
Bernhard studiò storia dell'arte e archeologia classica presso la Scuola francese di Atene dal 1937 al 1938. Conseguì poi un dottorato di ricerca presso l'Università di Varsavia nel 1939, studiando con Kazimierz Michałowski che nel 1934 l'assunse come sua assistente universitaria. Nel 1938 Bernhard ricevette l'incarico di organizzare la Galleria d'Arte Antica al Museo nazionale di Varsavia, assumendone in seguito la direzione.

### La seconda guerra mondiale e la resistenza polacca
Lo scoppio della guerra in Europa nel 1939 interruppe la carriera di Bernhard. Nella Varsavia occupata dai tedeschi, fu attiva nel movimento di resistenza polacco e agì come ufficiale di collegamento dell'esercito nazionale, per poi dirigere il dipartimento delle comunicazioni VK del comando dell'area di Varsavia ZWZ-AK. Continuò a lavorare presso il museo durante la guerra, salvaguardando le collezioni d'arte. Nel giugno 1940 fu arrestata e mandata a Pawiak, una prigione tedesca della Gestapo.

### Carriera dopo la seconda guerra mondiale
Dopo essere uscita di prigione alla fine della guerra, Bernhard lavorò come professoressa di archeologia classica all'Università di Varsavia. Allo stesso tempo curò il dipartimento di arte antica del Museo nazionale di Varsavia fino al 1962. Nel 1954 fu promossa alla cattedra del dipartimento di archeologia classica presso l'Università Jagellonica di Cracovia, dove insegnò fino al suo pensionamento nel 1978.
Nel 1954 partecipò agli scavi di Tell Edfu, in Egitto, e in Crimea tra il 1956 e il 1958. Supervisionò inoltre una spedizione a Palmira nel 1967.
È nota principalmente per la pubblicazione in polacco di quattro volumi della Storia dell'arte greca antica e per i sette volumi del Corpus Vasorum Antiquorum, una discussione accademica sulle collezioni d'arte del Museo nazionale di Varsavia.